# Anciana y muchacho con velas
Anciana y muchacho con velas es un óleo sobre tabla de Pedro Pablo Rubens que realizó alrededor de 1616-1617. Desde 2005 forma parte de la colección del Mauritshuis de La Haya.

## Descripción
En un encuadre cercano, una anciana sostiene una vela encendida de la que sólo queda un cabo. Junto a ella detrás, un muchacho está a punto de encender con él su propia vela. Su cara fresca y sonrosada contrasta con el rostro amarillento y arrugado de la mujer mayor. Rubens logró representar maravillosamente la piel translúcida debajo de sus ojos. La luz de la vela, parcialmente bloqueada por la mano alzada de la anciana,  resalta los surcos de su rostro, pero también deja gran parte del lienzo en la oscuridad.
Durante su estancia en Roma, Rubens conoció la obra de Caravaggio. Muchos rasgos importantes del estilo del maestro italiano, el uso del claroscuro, el realismo feroz y las figuras que llenan todo el plano pictórico, también aparecen en Anciana y muchacho con velas. Por tanto, este cuadro se considera una de las primeras obras caravaggistas en los Países Bajos. Aunque Caravaggio no fue ciertamente la única fuente de inspiración de Rubens. Las escenas nocturnas con velas no surgieron con el italiano, pero sí, por ejemplo, con Adam Elsheimer, de quien Rubens era amigo y de quien poseía algunos cuadros.
Lo más probable es que Rubens haya pintado el cuadro como una especie de prototipo. La anciana y el niño aparecen en otras obras de la misma época. En el momento de su muerte, probablemente el lienzo todavía estaba en su poder. En el inventario se menciona un "retrato de una vieja con un muchacho en la noche". La estructura del panel también es un indicio de que se trata de una pintura para uso personal. El panel consta de una gran cantidad de pequeñas tablas. Probablemente Rubens hizo utilizar material sobrante para ahorrar costes. También trabajó de esta manera con otros cuadros que realizaba por placer.
También se hizo una impresión de Anciana y muchacho con velas alrededor de 1617. El propio Rubens estuvo involucrado en esto. Debajo del título se colocó una cita en latín:

 Quis vetet apposito, lumen de lumine tolli / Mille licet capiant, deperit inde nihil

(Quién prohibiría sacar luz de la luz que está cerca, aunque sean mil los que lo hagan, no disminuye)
Ovidio, Arte de amar

 
Este pasaje está tomado del Arte de amar de Ovidio. Es un estímulo para disfrutar del amor durante la juventud. Si con la edad también se pierde la belleza, se desperdician muchas oportunidades. Esta interpretación del cuadro encaja bien con la mirada soñadora de la mujer mayor, pensando en oportunidades perdidas, mientras el niño toma el relevo con una mirada atenta.

## Origen
- Hasta 1640: en posesión del artista, Amberes.
- Después de 1640: posiblemente en posesión de Arnold Lundens, cuñado de Rubens.
- 1646: posiblemente en posesión de Muhlmann, Riga.
- Antes de 1801: propiedad de George Rogers.
- Hasta 1806: propiedad de Hastings Elwyn.
- 23 de mayo de 1806: Vendido en subasta a Alexis Delahante, Londres, por 950 guineas.
- 1806: vendido por 2.000 guineas al diputado británico Charles Duncombe, primer barón Feversham, Duncombe Park, Helmsley.
- Hasta 1947: permaneció en la familia por herencia.
- 1947: vendido a Francis Francis, Bird Cay, Bahamas, quien lo prestó al Museo de Bellas Artes de Boston.
- 30 de junio de 1965: comprado en Sotheby's en Londres por el marchante de arte Agnew's, Londres, por 19.000 libras.
- 1965: vendido a un coleccionista privado.
- 7 de julio de 2004: Comprado en Sotheby's de Londres por el marchante de arte Otto Naumann Ltd., Nueva York, por 2,5 millones de libras.
- 2005: adquirida por el Mauritshuis con el apoyo de la Lotería BankGiro, la Fundación Amigos del Mauritshuis, la Fundación Mondriaan, la Asociación Rembrandt (gracias en parte al Fondo Cultural Príncipe Bernhard) y el legado de Miss Automóvil club británico W. Schroeder.